# Kostajnica (gmina Kostajnica)
Kostajnica (cyr. Костајница, dawniej Bosanska Kostajnica) – miasto w Bośni i Hercegowinie, w Republice Serbskiej, siedziba gminy Kostajnica. W 2013 roku liczyło 3561 mieszkańców.